# Pinnacle Studio
Pinnacle Studio — программа для нелинейного видеомонтажа, которую выпускает компания Pinnacle Systems, (до февраля 2012) подразделение Avid Technology, позднее «Corel» выкупила компанию у «Avid».

## Версии программы
После выпуска 9-й версии программа Pinnacle Studio начала продаваться в нескольких вариантах. Обычно появляется три версии: Базовая (Standard), Расширенная (Plus), а также Максимальная (Ultimate). Последние содержат несколько дополнительных функций, так, например, в версии Pinnacle Studio 17 Plus — это возможность работы с 3D-контентом и поддержка многоканального звука, в версии Pinnacle Studio 17 Ultimate — авторинг Blu-ray дисков, поддержка видео в Ultra HD (4K) формате и набор инструментов для создания специальных эффектов и титров. Также эти версии содержат расширенные библиотеки переходов, функцию кеинга и т. д.